# 李大同 (主编)

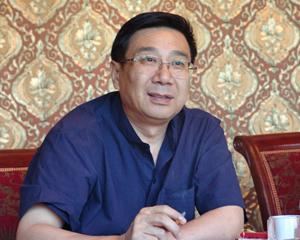
李大同

李大同（1952年—），男，四川南充人，中华人民共和国记者、编辑，前《中國青年報》記者，《冰點》周刊創刊編輯。妻子江菲亦為《中國青年報》資深記者，育有一子。

## 生平
1954年與雙親遷至北京生活。
1968年被下放至内蒙古锡盟阿巴嘎旗草原插队。
1979年7月起任《中國青年報》駐內蒙古記者，歷任報社內學校教育部、科學部主任、高級编辑。
1989年六四事件發生前夕曾聯同1013名記者在報社與中共中央政治局常委胡啟立對話（1989年5月11日），後被撤消職務並調至報社內新聞研究所賦閒至1994年。
1995年元月，李大同創辦《冰點》特稿版，每次以整版規模詳細報道人物或事件，為中國新聞界獨有，深受讀者歡迎。
1998年，《冰點》增加為每週四個整版，李將其中的三個版辦成言論版，其中每天出現的《冰點時評》欄目，成為中國媒體首創的編輯部意見平台，多篇言論產生重要影響，如《國旗為誰而降》一篇，直接導致了中國開始為死難平民降半旗致哀。《冰點時評》創辦一年即被中國記協評為「全國報紙名欄目」。
2004年6月，《冰點》改版為《冰點週刊》，一次出版四個版，依次為特稿、文化、科學、人物。報道領域進一步擴大，影響力也進一步增加。中共中央宣傳部曾多次就《冰點週刊》的報道發出批評。
2006年1月11日，《冰點週刊》發表中山大學教授袁偉時的文章《現代化與歷史教科書》，批評中國歷史教科書有嚴重「狼奶」問題。1月26日，中宣部勒令《冰點週刊》停刊。李大同隨即在網上發出強烈抗議，引發中共內部開明老幹部和眾多著名學者分別發出支持《冰點》公開信，大量西方主流媒體對此「新聞自由事件」予以跟蹤報道，一時成為國際社會矚目的新聞事件。最終導致中共官方退讓妥協。
當年2月16日，中國外交部和國務院新聞辦發言人，同時發佈了《冰點週刊》將於3月1日復刊的消息。李大同被撤銷主編職務分配至報社新聞研究所賦閒。
去職後，李大同曾同時為英國BBC中文網、英國「開放民主」網及香港《明報》撰寫新聞評述專欄文章。
2006年夏季，李大同所著《冰點故事》獲得德國「尤利西斯」報告文學獎提名獎，受邀去德國參加頒獎典禮。同年在香港出版《用新聞影響今天——冰點週刊記事》一書，其中「冰點事件風波始末記」一章被日本翻譯成日文單行本出版，成為暢銷書；《冰點故事》同時被翻譯為日文出版。李大同受邀赴日本出席發行儀式並在日本記者俱樂部做了長篇演講。
2007年8月28日與來中華人民共和國訪問的德国总理安格拉·默克爾見面，谈话的主题是中华人民共和国新闻自由状况
2018年2月，在中华人民共和国十三届全国人大一次会议开幕前夕发表公开信并接受法国国际广播电台采访，反对中国共产党中央委员会向第十三届全国人民代表大会提交《宪法修正案（草案）》中的第14条，即取消国家主席任期限制的规定。

## 著作
- 《冰點'98——尋回心靈深處的感動》中國林業出版社1998年初版，ISBN 7-5038-2069-1
- 《中国青年报：冰点'03》西苑出版社2004年2月初版，ISBN 7801088859
- 《冰點故事》廣西師範大學出版社2005年11月初版，ISBN 7-5633-5699-1 /G.3339，
日語版武吉次朗監譯、久保井真愛翻譯，日本僑報社2006年11月初版，ISBN 4-86185-040-1
- 《用新聞影響今天——〈冰點〉週刊紀事》香港泰德時代出版社2006年7月初版，ISBN 988-98616-0-7
- （中譯：《〈冰點〉停刊的舞台後面》 （页面存档备份，存于））三潴正道 監譯、而立會 譯，日本僑報社2006年6月初版，ISBN 4-86185-037-1